# Milt Stegall
Pour les articles homonymes, voir Stegall.
(en) Statistiques sur pro-football-reference
(en) Statistiques sur statscrew
Milt Stegall, né le 25 janvier 1970, est un joueur américain de football canadien et de football américain qui évolue aux positions de receveur éloigné (wide receiver) et de demi inséré (slotback). Un des plus remarquables receveurs de passes de l'histoire de la Ligue canadienne de football (LCF), il détient en particulier le record du plus grand nombre de touchés marqués en carrière (147) et en une saison (23 en 2002) dans la LCF.

## Biographie

### Carrière scolaire et universitaire
Milt Stegall est né à Cincinnati en Ohio le 25 janvier 1970. Il fréquente la Roger Bacon High School (en) de St. Bernard où il excelle en football américain, en basketball et en athlétisme. Il est diplômé en 1988 et s'inscrit à l'université Miami d'Oxford en Ohio. Avec l'équipe de football américain des Redskins, il réussit 106 réceptions de passe, enregistre 1 581 verges de gains par la passe et marque 10 touchés (touchdowns en Europe) durant ses quatre saisons (1988-1991),. En date de 2005, il faisait partie des 10 meilleurs de l'histoire de son université au chapitre du nombre de réceptions et du nombre de verges gagnées par la passe.

### Bengals de Cincinnati
Stegall n'est pas sélectionné durant la draft 1992 de la NFL, mais signe en tant qu'agent libre avec les Bengals de Cincinnati le 29 avril 1992. Il est retenu sur l'effectif final et joue trois saisons avec les Bengals, totalisant 21 matchs, dont 16 durant la saison 1992. Il est utilisé principalement comme retourneur de bottés (kick returner en Europe) et est crédité d'un touché (touchdown en Europe). Il est libéré par les Bengals après la saison 1994.

### Packers de Green Bay
En février 1995, Stegall signe avec les Packers de Green Bay de la NFL, mais, blessé durant le camp d'entraînement, n'est pas conservé pour la saison.

### Blue Bombers de Winnipeg
Milt Stegall arrive à Winnipeg en septembre 1995 et joue un premier match le 19, dans lequel il marque un touché. Il joue les six derniers matchs de cette saison, la première des 14 qu'il passera avec les Blue Bombers. En 1997 il récolte ses premiers honneurs alors qu'il est nommé sur l'équipe d'étoiles de la ligue pour la première fois. Il recevra cet honneur cinq autres fois. Après un essai avec les Saints de la Nouvelle-Orléans, il revient à Winnipeg pour la seconde moitié de la saison 1998, et y passe le reste de sa carrière. 
Stegall enregistre plusieurs sommets annuels de la LCF au cours des années suivantes, dont 15 touchés par la passe en 2000, 23 en 2002 (record de la ligue), 106 réceptions et 1896 verges sur réceptions en 2002 et 15 touchés en 2003,. Il mérite en 2002 le titre de joueur par excellence de la ligue. Cependant, ses performances sur le terrain ne se transposent pas en championnats pour son club : les Blue Bombers parviennent deux fois, en 2001 et en 2007, à la finale de la coupe Grey, mais ne l'emportent pas.
Devenu moins dominant lors de la saison 2008, il annonce sa retraite, à l'âge de 39 ans, en février 2009.

### Carrière subséquente
En date de 2024, Milt Stegall demeure à Atlanta en Géorgie et est analyste au CFL on TSN (en) du réseau canadien TSN.

## Trophées et honneurs
- Record du plus grand nombre de touchés réussis en carrière dans la Ligue canadienne de football : 147[14]. Ses 144 touchés par la passe sont aussi un record de la LCF[15].
- Record du plus grand nombre de touchés en une saison dans la LCF : 23[14]
- Record du plus grand nombre de verges gagnées par la passe dans la LCF : 15 153[16], battu depuis par Geroy Simon[10]
- Joueur par excellence de la Ligue canadienne de football : 2002
- Trophée Jeff-Nicklin (joueur par excellence de la division Ouest) : 2002
- Trophée Tom-Pate : 2007
- Équipe d'étoiles de la Ligue canadienne de football : 1997, 2000, 2001, 2002, 2005, 2006[9]
- Équipe d'étoiles de la division Est de la LCF : 1997, 1999, 2000, 2001, 2006, 2007[9]
- Équipe d'étoiles de la division Ouest de la LCF : 2002, 2005[9]
- Intronisé au Temple de la renommée du football canadien en 2012 à titre de joueur[8].
- Intronisé au Manitoba Sports Hall of Fame (en) en 2023[17].
- Classé au 15e rang dans la liste des 50 meilleurs joueurs de l'histoire de la Ligue canadienne de football (en) dressée en 2006 par un panel d'experts[18].
- Une rue de Winnipeg est nommée en son honneur : Milt Stegall Drive[19].